# Queijada
Queijada ist ein Ort und eine ehemalige Gemeinde (Freguesia) im nordportugiesischen Kreis Ponte de Lima der Unterregion Minho-Lima. Die Gemeinde hatte 272 Einwohner (Stand 30. Juni 2011).
Am 29. September 2013 wurden die Gemeinden Queijada und Fornelos zur neuen Gemeinde Fornelos e Queijada zusammengeschlossen.